# 性繊毛

細菌の接合の概略図。1,ドナー細胞が性線毛を作る。2,性線毛がレセプト細胞に接合し、二つの細胞が近づく。3,移動性のプラスミドが切れて、DNAの一本がレセプト細胞に移動する。4,両方の細胞のプラスミドが再び円になって二本の鎖が合成され、性線毛が再生して新しいドナー細胞ができる。

性線毛（せいせんもう、Pilus）とは、多くの細菌の表面に見られる毛の様な付属物である。細菌の接合の際に使われる。多量体化したピリンというタンパク質から構成される。
接合に関わる性線毛はある細菌と、同種のまたは異種の細菌の細胞膜同士を架橋する。これによって細胞間でプラスミドの移動が可能となる。交換されたプラスミドは、細菌の中で例えば抗生物質耐性など新しい形質を発現する。
複製サイクルの初期段階でウイルスやバクテリオファージが性線毛の受容体に結合することもある。
その名に反して、性線毛は有性生殖には使われず、理解を促すためにペニスに例えられる事がよくあるが、その例えは正しくない。
性線毛はおよそ6から7nmの直径である。接合の間は一方の細菌から伸びて他方の細菌の細胞質と核を通して直接接している。この核はDNAの移動を可能とする。このような形質転換の機構によって、有利な遺伝形質は種の中で広がる。全ての細菌が性線毛を作る能力を有するわけではないが、異なる種の細菌間で性線毛を作ることもできる。
IV型と呼ばれるある種の線毛は運動性を持つ。線毛の先端が固体と接着してから収縮し、細菌が前に進む。IV型線毛による運動は鞭毛などを使った他の動きと比べてぎこちなく、痙攣しているように見える。しかしMyxococcus xanthusなどの種はこの動きをスムーズに行うことができる。